# キム・チェヒョン
キム・チェヒョン（朝: 김채현、中: 金采炫、英: Kim Chae-hyun、2002年4月26日 - ）は、韓国出身のアイドル。女性アイドルグループ「Kep1er」のメンバー。WAKEONE所属。

## 略歴

### デビュー前
- 2002年4月26日、韓国 釜山広域市蓮堤区にて誕生。
- 中学2年生の時、SMエンタテインメントの練習生になるため、中学を中退し練習生として6年間の練習を積んだ。SMエンタテインメントで練習をしていた際、韓国の女性アイドルグループaespaの候補生に選ばれたが、デビューを逃した。
- 2021年7月8日、日本、韓国、中国の3カ国の練習生99名で行われたGirls Planet 999にて、ビジュアルが公開された。
- 2021年10月22日、Girls Planet 999最終回が生放送され、最終順位1位でデビューが決定した[1]。活動期間は2年6か月の予定。

### デビュー後
- 2022年1月3日、ミニアルバム「FIRST IMPACT」でKep1erとしてデビューした。
- 2022年1月25日、SBS MTVの音楽番組「THE SHOW」の新MCに就任[2]。

## 人物
- SMエンタテインメントの練習生であったこともあり、aespaの4人と親交がある[3]。
- クレヨンしんちゃんのモノマネが得意であり、Girls Planet 999や、Kep1erとしてコンテンツに出演する際等、様々な場面でモノマネを披露している[4][5]。
- 好きな言葉は『いちご大福』。
- 好きな動物はパンダである。

## 出演

### テレビ番組
- Girls Planet 999（2021年8月6日 - 10月22日、Mnet）
- THE SHOW（2022年1月25日 - 、SBS MTV）- MC
- スタジオＫ（2023年5月2日、KBS）